# Cathédrale de l’Assomption de Notre-Dame de Tartu
La cathédrale de l'Assomption de Notre-Dame (en estonien estonien : Tartu Jumalaema Uinumise katedraalkirik) est une cathédrale de l’église orthodoxe d'Estonie située à Tartu en Estonie.

## Histoire
L'église est située au-dessus de l'église du monastère dominicain Marie-Madeleine, construite au  XIIIe siècle, rue Magasini tänav, à l'angle des rues Magasini tänav et Munga tänav. 
Un certain nombre d'autres églises ont été construites sur le site de la cathédrale actuelle.
Un couvent dominicain du XIIIe siècle dédié à Sainte Marie-Madeleine était situé à l'emplacement de l'église actuelle. 
En 1704, une église en bois en l'honneur de la Vierge Marie a été construite à la place. 
Le 16 avril 1752, la première pierre d'une nouvelle église en pierre fut posée sur ordre de Pierre le Grand. 
Construite selon les plans de Nikolai Vasilyev, elle fut achevée et consacrée le 28 janvier 1754. 
Cependant, en 1762, l'église devint dangereuse et en 1771, une église fut construite à proximité jusqu'à ce que des rénovations soient effectuées. 
En 1772, le clocher est construit. 
Le 25 juin 1775, les deux églises sont détruites par un incendie Tartu.
La cathédrale actuelle a été conçue par Paul Spekle et construite entre 1776 et 1782. Elle a été consacrée en 1783. L’édifice a été construit selon un plan cruciforme, mais en 1840, l'église a reçu une base octogonale et un grand toit en dôme et quatre tours au centre des arcs. Tous les détails du bâtiment sont caractéristiques du premier style du baroque russe. 
L'église est devenue une cathédrale le 10 janvier 2009 et sert de siège à l'évêché orthodoxe de Tartu.

## Galerie

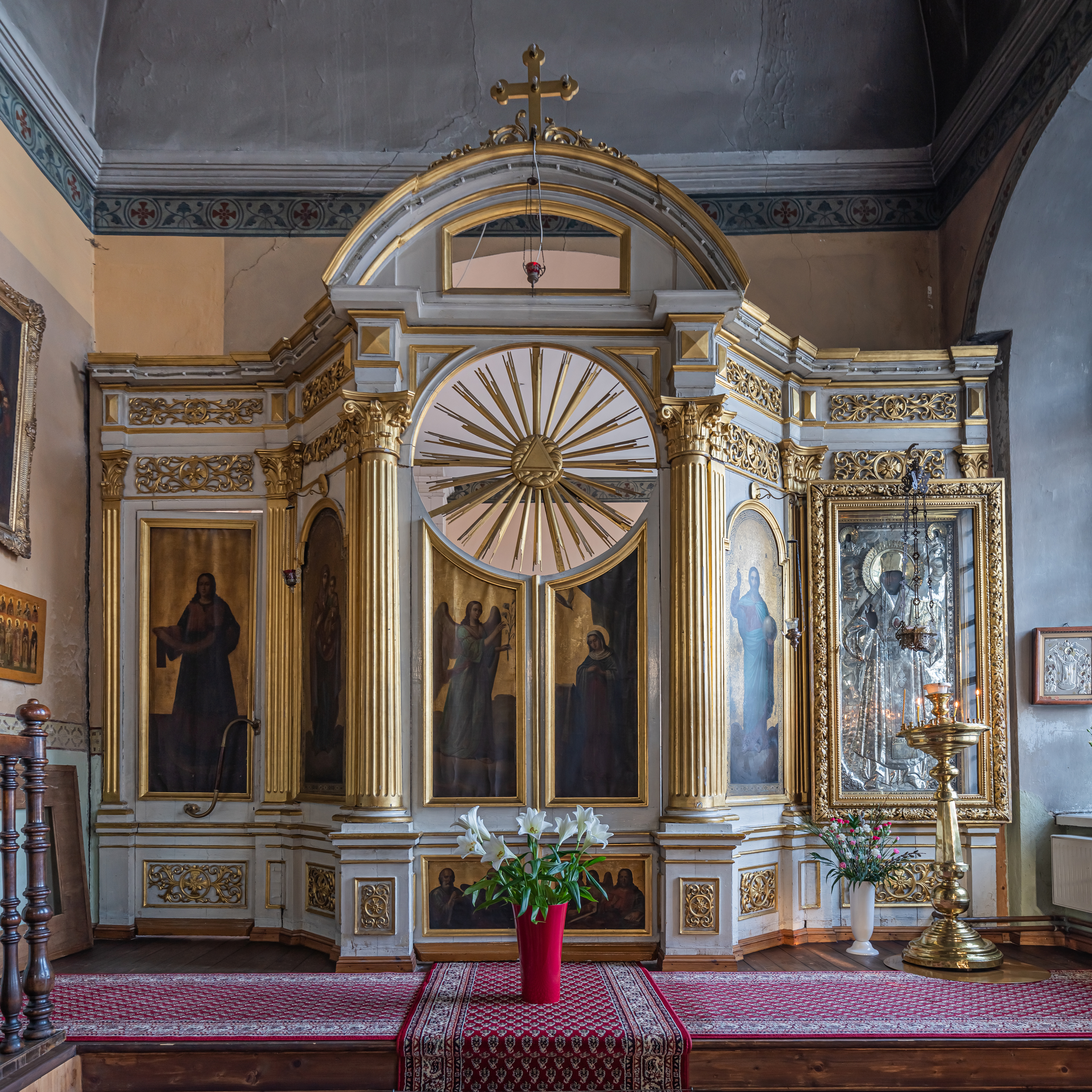
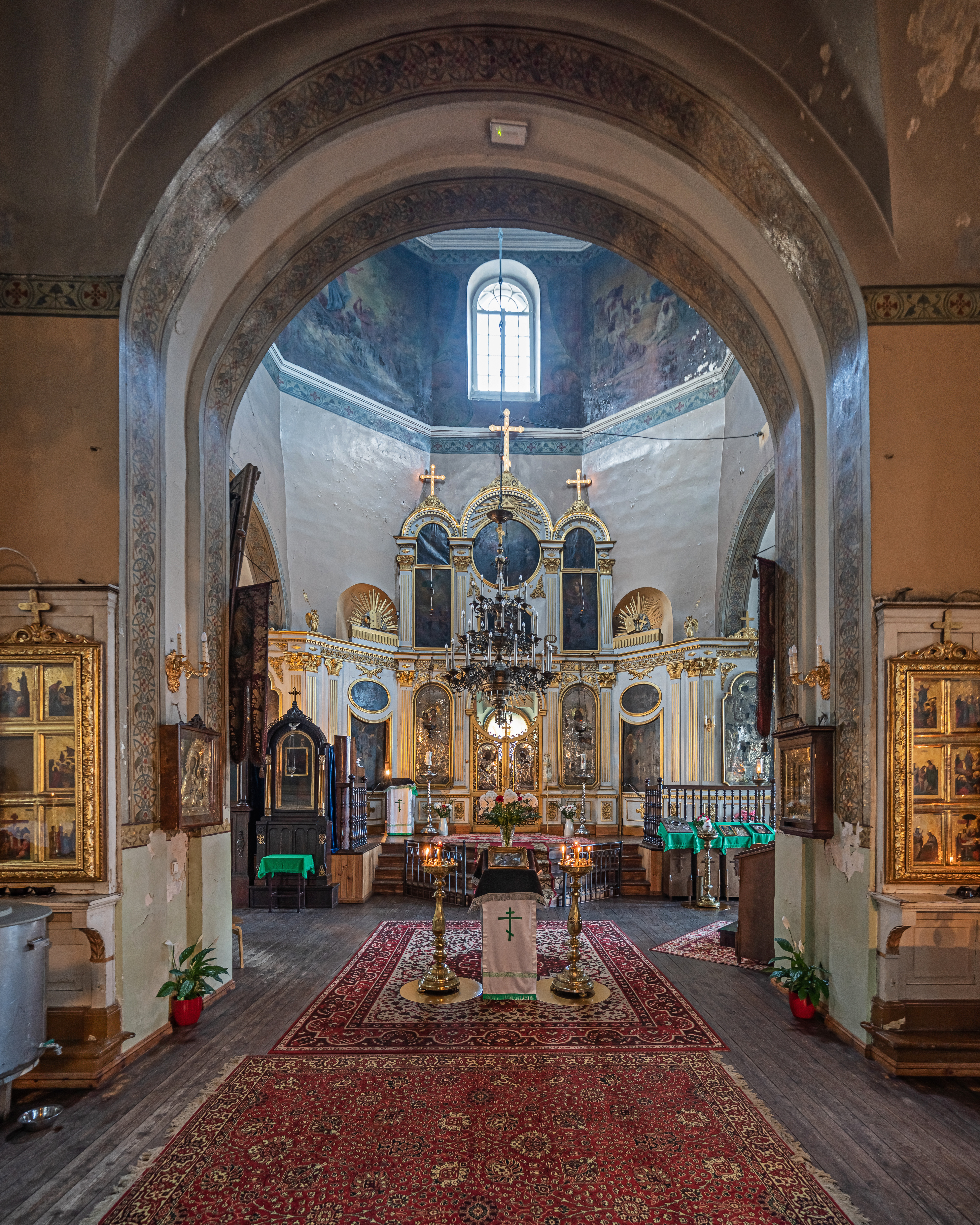
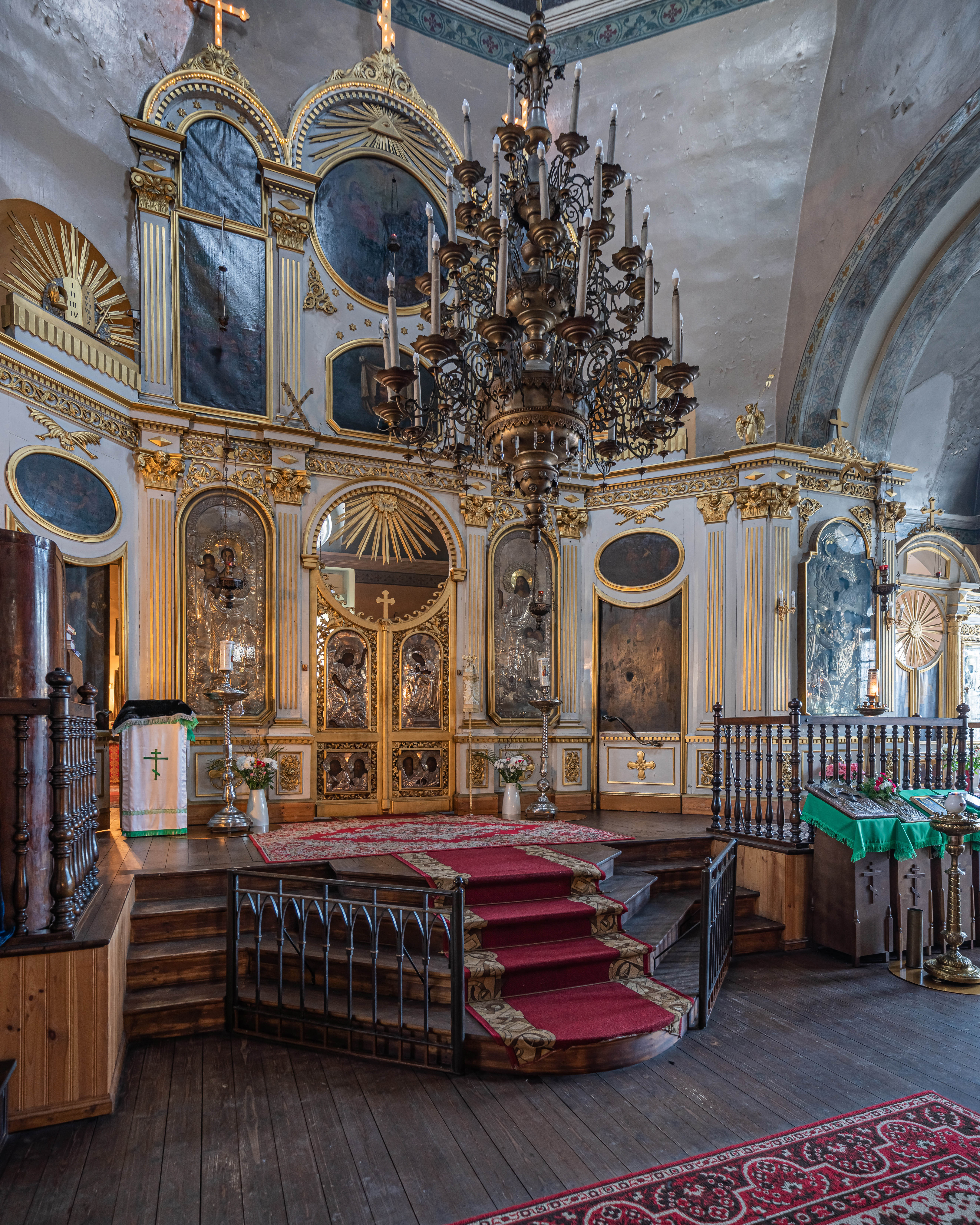

### Liens  externes
- Site officiel
- Ressource relative à l'architecture :   - Kultuurimälestiste